# Б. А. Парис
Бернадет Макдугал (на английски: Bernadette MacDougal) е английска писателка на произведения в жанра психологически трилър и криминален роман. Пише под псевдонима Б. А. Парис (на английски: В. A. Paris).

## Биография и творчество
Бернадет Ан Макдугал е родена през 1958 г. в Англия, където израства. Произхожда от френско-ирландско семейство. След дипломирането си се премества във Франция, където работи наколко години като търговски представител в международна банка. После се получава педагогическо образование и заедно със съпруга си основава езикова гимназия. Тя е майка на пет дъщери.
Първият ѝ роман, трилърът „Зад затворените врати“, е издаден през 2016 г. Главните герои на романа, Джак и Грейс, се представят като идеалната двойка: той е красив и преуспял адвокат, а тя е стилна и артистична домакиня. Но тя никога не излиза сама, няма личен имейл и мобилен телефон, а на прозорците на спалнята им има здрави решетки, което озадачава. Романът в жанр „домашен ноар“ става бестселър в списъка на „Ню Йорк Таймс“ и я прави известна.
Вторият ѝ психологически трилър „Срив“ е издаден през 2017 г. След вечерно празненство Кас Андерсън минава по пряка пътека през гората, където минава, но не спира, край жена в кола, а на другия ден тя е открита мъртва. Измъчвана от чувство за вина, тя усеща, че някой я наблюдава и започва да я мъчи параноя, но дали е само внушение.
Авторката пише под псевдонима Б. А. Парис, който е съкращение на нейните имена – Бернадет Ан, и Парис, тъй като над 30 години живее в Париж. След успеха на книгите ѝ, които са преведени на над 40 езика по света, семейството ѝ се връща през 2018 г. обратно във Великобритания.
Бернадет Макдугал живее със семейството си в Англия.

## Произведения

### Самостоятелни романи
- Behind Closed Doors (2016)
Зад затворените врати, изд.: ИК „Хермес“, Пловдив (2017), прев. Гриша Атанасов
- The Breakdown (2017)
Срив, изд.: ИК „Хермес“, Пловдив (2018), прев. Илвана Гарабедян
- Bring Me Back (2018)
- The Understudy (2019) – с Холи Браун, Софи Хана и Клеър Макинтош
- The Dilemma (2019)
- The Therapist (2021)

Други на български език
- Услугата – разказ, сп. ”Съвременник” (2019), прев. Маргарита Дограмаджян